# CSM Bucarest (handball féminin)
Cet article traite de l'équipe féminine de handball. Pour le club omnisports, voir CSM Bucarest et pour l'équipe masculine de handball, voir CSM Bucarest (handball masculin).
Actualités
Dernière mise à jour : 4 mars 2025.
Le Clubul Sportiv Municipal Bucarest est un club féminin de handball fondé en 2007 et basé à Bucarest en Roumanie, évoluant en première division roumaine ainsi qu'en Ligue des champions.

## Histoire
En 2015, le CSM Bucarest remporte son premier championnat de Roumanie. En 2016, le club participe pour la première fois à Ligue des champions et réalise l’exploit de remporter la compétition en écartant en finale le club hongrois de Győr (25-25 après prolongations, victoire aux tirs au but), grâce notamment aux 15 buts de sa demi-centre suédoise Isabelle Gulldén, par ailleurs meilleure marqueuse de la compétition.

## Palmarès
Compétitions internationales
- Ligue des champions
  - Vainqueur (1) : 2016
  - Troisième (2) : 2017, 2018

Compétitions nationales
- Championnat de Roumanie
  - Champion (7) : 2015, 2016, 2017, 2018, 2021, 2023, 2024
  - Deuxième (2) : 2019, 2022
- Coupe de Roumanie
  - Vainqueur (7) : 2016, 2017, 2018, 2019, 2022, 2023, 2024
  - Finaliste (3) : 2015, 2020, 2021
- Supercoupe de Roumanie (ro)
  - Vainqueur (6) : 2016, 2017, 2019, 2022, 2023, 2024
  - Finaliste (2) : 2015, 2018

## Effectif actuel
L'effectif pour la saison 2024/25 est :
| Gardiennes de but - 01 Gabriela Moreschi - 16 Evelina Eriksson - 98 Daciana Hosu Ailières gauches - 15 Emma Friis - 21 Alexandra Dindiligan Ailières droites - 02 Mihaela Mihai - 25 Trine Østergaard Pivots - 32 Noémi Pásztor - 49 Andreea Ailincăi - 51 Vilde Ingstad - 77 Crina Pintea | Arrières gauches - 03 Emilie Hegh Arntzen - 08 Cristina Neagu - 14 Đurđina Jauković Demi-centre - 04 Alina Grijseels - 09 Andreea Rotaru - 10 Inger Smits - 17 Elizabeth Omoregie Arrières droites - 28 Monika Kobylińska |

## Bilan saison par saison
| Saison | Div.              | Class. | V - N - D  | Coupe de Roumanie | Supercoupe | Coupes d'Europe                   | Entraîneur                                     |
| Cette section est vide, insuffisamment détaillée ou incomplète. Votre aide est la bienvenue ! Comment faire ? |                   |        |            |                   |            |                                   |                                                |
| 2016-2017 | 1 Ligue nationale | 1er    | 21 - 0 - 1 | Vainqueur         | Vainqueur  | 1 Ligue des champions : troisième | Jakob Vestergaard Aurelian Roșca Per Johansson |
| 2017-2018 | 1 Ligue nationale | 1er    | En cours   | Vainqueur         | Vainqueur  | 1 Ligue des champions : en cours  | Helle Thomsen Per Johansson                    |

Légende : * : repêché, 1 à 3 : échelon de la compétition.

## Personnalités liées au club

### Joueuses distinguées en Ligue des champions
| Saison    | Joueuse           | Distinction                  |
| --------- | ----------------- | ---------------------------- |
| 2015-2016 | Isabelle Gulldén  | Meilleure buteuse (108 buts) |
| 2015-2016 | Jelena Grubišić   | Meilleure joueuse du Final 4 |
| 2016-2017 | Carmen Martín     | Meilleure ailière gauche     |
| 2017-2018 | Cristina Neagu    | Meilleure buteuse (110 buts) |
| 2017-2018 | Cristina Neagu    | Meilleure arrière gauche     |
| 2018-2019 | Jovanka Radičević | Meilleure ailière droite     |
| 2019-2020 | Cristina Neagu    | Meilleure arrière gauche (2) |
| 2020-2021 | Cristina Neagu    | Meilleure arrière gauche (3) |
| 2021-2022 | Cristina Neagu    | Meilleure arrière gauche (4) |
| 2021-2022 | Cristina Neagu    | Meilleure buteuse (110 buts) |
| 2022-2023 | Cristina Neagu    | Meilleure arrière gauche (5) |

### Joueuses
Parmi les joueuses ayant évolué au club, on trouve :
- Camille Ayglon-Saurina : de 2016 à 2018
- Aurelia Brădeanu : de 2015 à 2017
- Deonise Cavaleiro : de 2014 à 2015
- Siraba Dembélé-Pavlović : de 2020 à 2023
- Maria Fisker : de 2015 à 2016
- Marit Malm Frafjord : de 2017 à 2018
- Laura Glauser : de 2022 à 2024
- Jelena Grubišić : de 2015 à 2022
- Isabelle Gulldén : de 2015 à 2018
- Nathalie Hagman : de 2017 à 2019
- Emilie Hegh Arntzen : depuis 2021
- Alina Iordache : de 2010 à 2018
- Vilde Ingstad : depuis 2023
- Line Jørgensen : de 2015 à 2018
- Andrea Lekić : de 2018 à 2020
- Anastasia Lobach : de 2016 à 2018
- Carmen Martín : de 2014 à 2017 et 2019 à 2022
- Cristina Neagu : depuis 2017
- Kalidiatou Niakaté : de 2022 à 2023
- Gnonsiane Niombla : de 2016 à 2018
- Trine Østergaard : depuis 2023
- Mayssa Pessoa : de 2014 à 2016
- Crina Pintea : de 2019 à 2021 et depuis 2022
- Jovanka Radičević : de 2018 à 2019
- Ana Paula Rodrigues : de 2014 à 2016
- Fernanda da Silva : de 2014 à 2016
- Linnea Torstenson : de 2014 à 2017
- Cristina Vărzaru : de 2012 à 2017
- Ekaterina Vetkova : de 2014 à 2016
- Grâce Zaadi : de 2022 à 2024

### Entraîneurs
Le club a souvent recruté un entraîneur ou une entraîneuse scandinave :
- Vasile Mărgulescu : de juin 2007 à février 2014
- Mette Klit (en) : de février 2014 à  septembre 2015
- Kim Rasmussen (en) : de septembre 2015 à mai 2016
- Jakob Vestergaard (en) : de mai à novembre 2016
- Aurelian Roșca : de novembre 2016 à avril 2017
- Per Johansson (en) : davril à juin 2017
- Helle Thomsen : de juin 2017 à mars 2018
- Per Johansson (en) (2) : de mars à mai 2018
- Magnus Johansson : de juillet à octobre 2018
- Dragan Đukić : d'octobre 2018 à mai 2019
- Tomas Ryde : de juillet 2019 à octobre 2019
- Adrian Vasile : d'octobre 2019 à juin 2024
- Helle Thomsen (2) : depuis juillet 2024